# Emilio Butragueño
Emilio Butragueño Santos (Madrid, 22 de julho de 1963) é um ex-futebolista espanhol. Atualmente é vice-presidente desportivo do Real Madrid.

## Carreira

### Clubes
| Club         | Season       | League       | League | League | National Cup | National Cup | League Cup | League Cup | Continental | Continental | Other | Other | Total | Total |
| Club         | Season       | Division     | Apps   | Goals  | Apps         | Goals        | Apps       | Goals      | Apps        | Goals       | Apps  | Goals | Apps  | Goals |
| ------------ | ------------ | ------------ | ------ | ------ | ------------ | ------------ | ---------- | ---------- | ----------- | ----------- | ----- | ----- | ----- | ----- |
| Real Madrid  | 1983–84      | La Liga      | 10     | 4      | 0            | 0            | 2          | 2          | —           | —           | —     | —     | 12    | 6     |
| Real Madrid  | 1984–85      | La Liga      | 29     | 10     | 0            | 0            | 2          | 0          | 11          | 4           | —     | —     | 42    | 14    |
| Real Madrid  | 1985–86      | La Liga      | 31     | 10     | 6            | 2            | 0          | 0          | 12          | 2           | —     | —     | 49    | 14    |
| Real Madrid  | 1986–87      | La Liga      | 35     | 11     | 3            | 3            | —          | —          | 7           | 5           | —     | —     | 45    | 19    |
| Real Madrid  | 1987–88      | La Liga      | 32     | 12     | 3            | 0            | —          | —          | 8           | 2           | —     | —     | 43    | 14    |
| Real Madrid  | 1988–89      | La Liga      | 33     | 15     | 5            | 2            | —          | —          | 8           | 4           | 2     | 1     | 48    | 22    |
| Real Madrid  | 1989–90      | La Liga      | 32     | 10     | 6            | 2            | —          | —          | 2           | 2           | —     | —     | 40    | 14    |
| Real Madrid  | 1990–91      | La Liga      | 35     | 19     | 2            | 0            | —          | —          | 4           | 4           | 2     | 2     | 43    | 25    |
| Real Madrid  | 1991–92      | La Liga      | 35     | 14     | 6            | 5            | —          | —          | 9           | 1           | —     | —     | 50    | 20    |
| Real Madrid  | 1992–93      | La Liga      | 34     | 9      | 3            | 1            | —          | —          | 6           | 1           | —     | —     | 43    | 11    |
| Real Madrid  | 1993–94      | La Liga      | 27     | 8      | 2            | 1            | —          | —          | 4           | 2           | —     | —     | 33    | 11    |
| Real Madrid  | 1994–95      | La Liga      | 8      | 1      | 0            | 0            | —          | —          | 4           | 0           | —     | —     | 12    | 1     |
| Real Madrid  | Total        | Total        | 341    | 123    | 36           | 16           | 4          | 2          | 75          | 27          | 4     | 3     | 460   | 171   |
| Celaya       | 1995–96      | Liga MX      | 34     | 17     | —            | —            | —          | —          | —           | —           | —     | —     | 34    | 17    |
| Celaya       | 1996–97      | Liga MX      | 26     | 2      | —            | —            | —          | —          | —           | —           | —     | —     | 26    | 2     |
| Celaya       | 1997–98      | Liga MX      | 31     | 10     | —            | —            | —          | —          | —           | —           | —     | —     | 31    | 10    |
| Celaya       | Total        | Total        | 91     | 29     | —            | —            | —          | —          | —           | —           | —     | —     | 91    | 29    |
| Career total | Career total | Career total | 432    | 152    | 36           | 16           | 4          | 2          | 75          | 27          | 4     | 3     | 551   | 200   |

Começou no time do Castilla, da segunda divisão espanhola, onde foi campeão pela temporada de 1983-1984. Transferiu-se para o Real Madrid, conquistando seis vezes o título de campeão da liga (1986-89 e 1995), duas vezes a Copa del Rey (1989 e 1993) e duas vezes a Copa da UEFA (1985 e 1986). Um fato curioso sobre sua carreira foi que, em 1989, na disputa da Copa del Rey, "El Buitre" acabou perdendo dois dentes por conta de uma chegada forte do adversário. Por isso, raramente sorri em fotos.

### Seleção Espanha
Na seleção espanhola, fez 26 gols em 69 partidas, quebrando o recorde de Alfredo Di Stefano. Jogou ainda pelo clube mexicano Celaya, em 1994. Atualmente atua como dirigente de futebol do Real Madrid.
Na Copa do Mundo de 1986, Butragueño entrou para história ao marcar 4 gols na vitória por 5 a 1 contra a Dinamarca (apelidada de Dinamáquina, devido aos seus resultados), eliminando-a nas oitavas-de-final. Participou também da Copa do Mundo de 1990.

## Títulos
Real Madrid Castilla
- Segunda Divisão Espanhola: 1983-84R

Real Madrid
- Copa da UEFA: 1984-85, 1985-86
- Campeonato Espanhol: 1985–86, 1986–87, 1987–88, 1988–89, 1989–90, 1994–95
- Copa da Espanha: 1988–89, 1992–93
- Copa da Liga Espanhola: 1984-85
- Supercopa de Espanha: 1988, 1989, 1990, 1993

Individuais
- Prêmio Bravo : 1985, 1986
- Ballon d'Or : terceiro lugar 1986 , 1987
- Artilheiro do Campeonato Espanhol: 1990-1991 (26 gols)
- Bota de Prata da Copa do Mundo da FIFA : 1986
- Equipe All-Star da Copa do Mundo da FIFA : 1986
- FIFA 100
- FICTS Hall da fama e excelência Guirlande d'Honneur

## Ligações Externas
- Perfil em Fifa.com